# NGC 248
NGC 248 – mgławica emisyjna położona w gwiazdozbiorze Tukana, w Małym Obłoku Magellana. Została odkryta 11 kwietnia 1834 roku przez Johna Herschela.